# Hranovnica
Hranovnica je obec na Slovensku, v okrese Poprad v Prešovském kraji. První písemná zmínka o obci pochází z roku 1294. Obec leží na silnici I/66 v blízkosti Národního parku Slovenský ráj. V katastrálním území obce je přírodní památka Hranovnické pleso. V roce 2021 zde žilo 3 193 obyvatel.

## Název
Obecně převládá názor, že název obce je odvozen od slova granice, hranice. Vychází zřejmě ze slovansko-germánského prvotvaru ve smyslu označení „hraničního místa“. Pravděpodobně proto, že leží na hranici mezi Spiší a Gemerem nebo snad i Uherska a Polska. Její název se nám dochoval v různých podobách: Granich (1294–1320), Greniz, Grenic (1321–1328), Grenicz (1423), Hranowycza (1598), Hranowcze (1773) a v roce 1786 Hranownicza. Latinsky se uváděla jako villa Granich, německy jako Grencz, maďarsky Grénicz nebo Veghély či Szépesveghely.

## Historie
První písemná zmínka o obci pochází až z roku 1294. Jedná se o listinu, kterou cisterciácký šťiavnický opat Jan uzavřel smlouvu se svým šoltysem Helbrandem ze Stoján o zakoupení 120 jiter země v Hranovnici a 120 jiter země v Kubachách (dnes Spišské Bystré). Je pravděpodobné, že Hranovnica i Kubachy byly šoltysovi dány již jako stávající vesnice, pouze o nich nejsou dostupné žádné písemné dokumenty. Tuto smlouvu v roce 1299 obnovil opat Jan v souvislosti s přechodem dědictví na Helbrandovy potomky – Helbranda z Hranovnice a Menharda z Kubach. Opětovně ji potvrdil král Zikmund v roce 1423, kdy pobýval na Spiši kvůli sporu mezi opatem a hranovnickým šoltýsem (synem Helbranta) o mlýn.[zdroj?]
V roce 1347 uherský král Ludvík I. Veliký udělil spišskému cisterciáckému klášteru právo soudnictví u svých poddaných. Toto právo se vztahovalo na všechny vesnice, které patřily opatství. Opatství bylo tzn. hodnověrným místem s právem vlastnit úřední pečeť a pořizovat listiny majetkoprávního charakteru a jejich ověřené opisy. Cisterciáci značně ovlivnili život na Spiši. Byli známí svým vztahem k zemědělství i ke stavebnictví. Po příchodu začaly kácet lesy a zúrodňovat půdu. Proto měli zájem o zakládání vesnic, jejichž obyvatelé představovali potřebnou pracovní sílu. Mezi těmito vesnicemi zajímala Hranovnica zvláštní místo, procházela jí totiž jedna z nejstarších obchodních cest a byla sídlem šoltýsů. Původním a nejrozšířenějším zaměstnáním obyvatelstva bylo zemědělství, spolu se včelařstvím a rybolovem. Práce na poli zároveň představovala nejstarší povinnost poddaného. Poddaní museli odvádět dávky v různých formách (např. desátek), byly povinné dávky z ovčáctví, včelařství, ale i z vaření piva a pálení alkoholu. K předepsaným robotám patřilo i povoznictví (nářečně furmanka). Z této povinnosti se vyvinula specifická forma zaměstnání lidí v této oblasti – povoznictví, které zde přetrvalo až do poloviny 20. století. Zeměpáni podporovali pálení vápna a dřevního uhlí, lov ryb a zvěřiny a později i hornictví. S kopáním rud začali už cisterciáci. Další vlna zájmu o hornictví následovala v 16. století, na popud Turzových, kteří stáli i za obchodem s mědí. Hranovnice se stala v tomto období hospodářsky nejvýznamnější ze všech okolních vesnic. Nacházelo se zde skladiště mědi – Kupferhaus a vlastnila zvláštní výsady. Sklad na měď sloužil jako přechodná stanice, odtud se měď vyvážela povozy. V 17. a 18. století pokračovali v těžbě šťiavničtí jezuité. I v současnosti lze nalézt mezi Hranovnicí a Vernárem četné povrchové doly.
Ze zápisu o konání poddanských povinností z let 1797–1836 se lze dozvědět o životě v obci toto: v čele obce stál rychtář, který ji reprezentoval, byl zodpovědný obecní radě. Mezi důležité členy rady patřili šafáři – pivovarnický a mlýnský. Rychtáře volili na jedno, příp. dvouleté období. Na jeho volbu měly vliv dobrá pověst a majetkové poměry. Rychtář a obecní rada se pravidelně scházely na zasedání v „gminském domě“. V obci prosperoval panský mlýn a pivovar, ale obec vlastnila obecní mlýn i pivovar. Z obou musela platit panství daň. V roce 1786 byla v Hranovnici vybudována obecní sýpka. Obec měla i vlastní hospodu, kterou spravoval šafář. Navzdory převažujícímu zemědělství v obci prosperovalo i řemeslo. V roce. 1824 byla v obci založena modrotiskařská dílna. V Hranovnici byly vyhlášeny barvířské a modrotiskařské dílny. Prosperovali zde i další řemeslníci. Na přelomu 18. a 19. století se nejvíce dařilo kováři, krejčím a řezníkům.
Ekonomický význam obce stoupl poté, kdy sem ze Spišské Teplice přeložili výroční trhy celé Hornádské kotliny. Obyvatelstvo v minulosti velmi často postihovalo požáry a nemoci. Z nemocí to byly hlavně mor a cholera, které zde zuřily v rozmezí let 1312–1315, v letech 1453, 1645 i 1710.[zdroj?]
Hranovničané se zapojili i do revolučního hnutí v letech 1848–1849 převážením vojáků i munice. Tradiční zaměstnání jako byly ovčáctví, včelařství, výroba vápna a uhlířství zaznamenaly konjunkturu. Nejrozšířenějším a v mnoha případech i jediným zdrojem obživy bylo zemědělství. Ve statistice Spišské župy z konce 19. století jsou o Hranovnici tyto údaje: obec měla 1 221 obyvatel, nacházelo se v ní 144 domů, měla vlastní poštovní úřad. Administrativně obec patřila do Pohornádského okresu, Levočské soudní stolice, soudního okresu ve Spišské Sobotě a daňového úřadu v Kežmarku.[zdroj?]
Na přelomu 19. a 20. století bylo obyvatelstvo zaměstnáno především v zemědělství, prací v lese, povoznictvím, uhlířstvím a drobnou řemeslnou výrobou. Obyvatelé byli často nuceni odjíždět za prací do ciziny. V celé údolí existovalo množství palíren, které však panství pečlivě kontrolovalo. Tradiční připoutanost lidí k půdě, ale bez jejího vlastnictví, neumožňovala snadný přechod na nové výrobní vztahy.

## Přírodní poměry
Území obce se nachází ve východní části Fatransko-tatranské oblasti, která patří k Vnitřním Západním Karpatům a rozprostírá se na částech různých geomorfologických celků. Jižní polovinu katastrálního území vyplňuje Predná hoľa, část Kráľovohoľských Tater, nejvýchodnějšího podcelku Nízkých Tater. Severní část katastru šplhá po svahu Dúbravy až k jejímu hřebenu. Ta je podcelkem Kozích hřbetů, které vznikly za posledních 1 milion let.
Mezi uvedenými geomorfologickými celky se rozprostírá úzký západní výběžek Hornádské kotliny – Vikartovský příkop. Je vyplněna flyšovými usazeninami, zejména pískovci, jílovci a slínovci. V západní části se nacházejí také travertiny, které byly spojeny s výstupem silně mineralizovaných vod na zlomových liniích. Základní kostru vodních toků tvoří řeka Hornád a její přítoky, z nichž je nejvýznamnější Vernárský potok.
Obec se nachází v centrální části Vikartovského příkopu, 10 km jižně od metropole Spiše a Tater – Popradu, na frekventované dávné spojnici Spiše a Gemera, dnes na cestě 1. třídy z Popradu přes Dobšinou do Rožňavy. Spolu s obcemi Spišské Bystré, Kravany, Vikartovce, Spišský Štiavnik a Vydrník ji od Popradu odděluje hřeben Kozích hřbetů. Tato přírodní bariéra způsobila, že uvedené obce a s nimi i Hranovnica byly jakoby zapomenuté, méně známé.
Absolutní poloha obce je od 20°18' do 20°20' východní zeměpisné délky. Katastrální území je protaženo v severojižním směru. Střed obce je v nadmořské výšce 610 m n. m. Nejvyšší bod na území katastru leží v nadmořské výšce 1 176 m n. m.
Území obce na východě hraničí s územím Spišského Štiavnika a ze západu se Spišským Bystrým. Na jihu hraničí s katastrálním územím obce Vernár a na jihozápadě s katastrálním územím obce Betlanovce, což je zároveň hranice okresu Spišská Nová Ves. Na severu je hranice spojena s územím obce Gánovce, částečně na severozápadě Popradu, a na severovýchodě je to Hozelec. Administrativně obec patřila vždy do Spišské stolice (později župy) a do okresu Poprad. V letech 1949–1960 patřila do Košického kraje a v letech 1960–1991 patřila do Východoslovenského kraje. V současnosti patří do Prešovského kraje.

## Symboly obce

### Znak a vlajka
Heraldická komise Ministerstva vnitra Slovenské republiky doporučovala přijmout znak obce v této podobě: v červeném štítě stříbrná, zlatovlasá, stříbrně oděná, zlatým pláštěm zahalená sv. Barbora, ve vztažené pravici se stříbrnou trojokenní věží, v levici před sebou se zlatou knihou, po jejích bocích po jedné velké zlaté hvězdě. Sv. Barbora byla ve středověku jednou z nejpopulárnějších světic. Dvě zlaté hvězdy plní funkci odlišovacích prvků v erbech a pečetích s jejím obrazem, jelikož zobrazení této světice ve středověkých erbech bylo mnoho. Červená barva štítu je symbolem její prolité mučednické krve. Zlatá nebo žlutá barva je v křesťanské symbolice znakem ctnosti, úcty a vznešenosti. Stříbrná nebo bílá barva je zase vyjádřením nevinnosti, čistoty a radosti. Žlutá a bílá barva v heraldice symbolizují také vzácné kovy zlato a stříbro, zatímco červená barva je také symbolem železa. Vlajka obce sestává z pěti podélných pruhů v barvách červené (3/10), žluté (1/10), bílé (2/10), žluté (1/10) a červené (3/10). Poměr stran vlajky je 2:3 a je ukončena třemi cípy, tzn. j. dvěma zástřihy sahajícími do třetiny listu vlajky.

### Pečeť
První záznam o vydání listiny představiteli obce Hranovnica pochází z roku 1502. Listina je opatřena pečetí o cloně průměru 25 mm. V pečetním poli se nachází postava ženy s dlouhými vlasy, která v pravé zdvižené ruce drží věž, v levé ruce, v úrovni pasu, má pravděpodobně knihu. Po jejích stranách se nacházejí dvě šesticípé hvězdy. Přestože doložené patrocinium místního chrámu z roku 1396 hovoří o sv. Marii Magdaléně, atribut věž identifikuje ženu z obecní pečeti jako sv. Barboru. Kruhopis pečeti obsahuje text „S.GRENICZ“ (Sigillum Grenicz), psaný gotickým minuskulským písmem. Typ pečeti a písma umožňuje položit vznik typária (pečetidla) již do 1. poloviny 15. století. Existují ještě další dva dokumenty ověřené touto pečetí, a to z roku 1518, kdy byl rychtářem jistý Matouš, a z roku 1529, kdy byl rychtářem Melchior Flayshacker.
Mezi lety 1674–1693 došlo ke změně typária a to z důvodu změny patrocínie místního chrámu na sv. Martina. Nejstarší otisk se sv. Martinem, který se našel v obecním urbáři, pochází z roku 1771. Tato pečeť má průměr 35 mm. Ve svém poli má sv. Martina na koni, jak si mečem odsekává z pláště, aby ošatil žebráka. Po bocích jezdce jsou písmena „S“ a „M“, která identifikují jezdce (Sanctus Martinus). Kruhopis pečeti obsahuje text: „SIGILLVM+COMMVNITATIS+GRENNIZENSE“. Okraj pečeti je zdoben věncem. Tuto pečeť používala obec ještě v 60. letech 19. století. Pečetítko sv. Martina jakoby plnilo funkci velkého autentického typária, protože současně s ním, mezi lety 1801–1870 obec používala k pečetění svých listů i menší pečetidlo (průměru 23 mm). Obsahuje postavu sv. Barbory, ale v jiné podobě než na nejstarší pečeti. Rytci tohoto typária sloužila nejstarší pečeť obce jako předloha, ale nenapodobil ji do detailů. Světice drží v pravé sehnuté ruce pravděpodobně knihu a vlevo ji doprovází věž s křížkem. Světici přidal ještě korunu a vynechal obě hvězdy po stranách postavy. Je zajímavé, že do pečeti nepřevzal nového patrona chrámu sv. Jana Křtitele, jehož Hranovnica získala v roce 1775, ale vrátil se ke sv. Barboře. Zvláštností pečeti je, že její kruhopis nekoresponduje s názvem obce Hranovnica, která ji používala k ověřování svých písemností, ani s obsahem pečetního pole. Text kruhopisu je totiž následující: „S:FRIS IODOVI“ (Sigilum fratris Iodovici). Jelikož se v pečeti evidentně nachází sv. Barbora a ne sv. Jošt jak říká nápis, pravděpodobně jde o přetrvávající kult a oblíbenost této patronky u místních obyvatel a může to souviset i s rozvojem hornictví, hamerství a kovářství v obci koncem 18. a začátkem 19. století. Nápis zase může odrážet reminiscenci zeměpánů obce, protože sv. Jošt byl patronem poutníků, slepců, dobré úrody a dobytka, ochránce proti moři, ohni a bouři. Hranovnice tedy do 70. let 19. století používala k ověřování svých dokumentů obrazové pečeti. Historik Ivan Ponduša uvádí existenci pečeti s textem „GRENICZ MEZÖVÁROS PECSETJÉ 1873“, ale bez citace pramene. Tedy neznámo, zda se jedná o obrazovou pečeť nebo o nápisovou pečeť. Koncem 19. století se začalo používat razítko s maďarským textem „GRENICZ SZEPESMEGYE KÖZSETJE“, které začátkem 20. století nahradilo razítko vyhotovené budapešťským rytcem Ignácem Felsenfeldem. Obsahovala text se změněným názvem obce: „PESVÉGHELY KÖZSÉG SZEPES VÁRMEGYE +1906+”. Současná pečeť obce je kruhová, bez heraldického šrafování, ve středu pečetního pole je vyobrazen obecní symbol se sv. Barborou. Kruhopis pečeti obsahuje text „OBEC HRANOVNICE”.

## Sídla a obydlí
Sídelní forma Hranovnice do 19. století není známa. Předpokládá se, že byla řadová, protože v roce 1820 celá obec vyhořela i s kostelem a po tomto roce byla doslova vybudována od základu. Nynější sídelní ráz Hranovnice pochází z období 1820–1830. Vyznačuje se kompaktním intravilánem ve tvaru trojúhelníku. V horní části se domy sbíhají až k potoku, který protéká středem obce. Při cestě z Popradu vyúsťující na náměstí jsou dřevěné a zděné sklípky. Odstraněním sklípků se vytvořily podmínky pro rozšíření parku před kostelem. Při poslední přestavbě se vybudovala nová cesta směrem na Vernár, která obchází náměstí z levé strany. Po druhé světové válce se při této cestě postupně vytváří nové centrum obce, zejména vybudováním školy, budovy místního zastupitelstva a nákupního střediska.
Po zaniknutí důlního podnikání získává dominující postavení zemědělství, pro jehož potřeby se řešila i urbanistika celého sídla. Kromě zmíněných sklípků soustředěných na náměstí před domy jde především o stodoly, které v souvislé řadě uzavírají hospodářské dvory v jejich zadní části. Před stodolami vedla hospodářská cesta, z ní byl přístup do každého dvora. Toto řešení umožňovalo hospodářskou komunikaci, aniž by se vozy se senem, obilím či hnojem dostávaly na náměstí, kde se mohla udržovat nejen větší čistota, ale vytvářela se „pěší zóna“, použijeme-li současnou terminologii. Náměstí bylo využíváno jako tržiště. Trhy se zde konaly čtyřikrát do roka. I kvůli trhům se někdejší řadová zástavba domů s otevřenými dvory uzavírala vstupními branami a vytvořila se tak souvislá uliční zástavba, čímž byly domy chráněny před nezvanými hosty. Obec tak i ze stavební stránky získala ze strany náměstí městský charakter. Naopak ze zadní strany si zachovala zemědělský ráz až do založení jednotného zemědělského družstva (JZD). Zánikem individuálního hospodaření se vytvořily podmínky pro výstavbu bytovek či individuální výstavbu, při které se postupně bouraly nepotřebné stodoly a z původně hospodářské cesty vznikla nová ulice. Sídelní forma se postupně rozrostla o boční ulice, původní městečko tak nabylo všech znaků současného města.
Po posledním velkém požáru (1820) se domy stavěly už z kamene a cihel. Na rozdíl od tříprostorových dřevěných domů měly zděné domy přední, parádní pokoj, předsíň (nářečně pitvor), zadní pokoj a komoru. Pokoje byly umístěny za sebou a domy byly orientovány do ulice užší, štítovou stranou. Dvory od cesty se postupně uzavíraly vraty. Na podélné straně domu, kde je umístěn vchod do předsíně, je vysunuta střecha, vytvářející tak podstřeší o šířce 40–60 cm. Pokud je střecha vysunuta více než 80 cm, podpírají ji dřevěné nebo zděné sloupy, čímž se vytváří arkáda (označovaná nářečně ganek nebo gánok). Obytná část pokračovala hospodářskou, ve které zejména stáj byla konstrukčně spojena do jednoho celku s domem a zakryta společnou střechou. Dvůr uzavírala zahrada – humno, končící u zadní hospodářské cesty, kde byla umístěna stodola. Celé uspořádání se opakovalo na každém dvoře, přičemž podélnou hranici dvora tvořila zadní – zádová část sousedního domu. Zděné domy byly podsklepeny, přičemž sklepy se umisťovaly pod předním pokojem a měly valené klenby. Dodržování rozestupu domů, stavební materiál i střešní krytina byly předmětem vrchnostenského nařízení, což dokazuje protokol z 19. července 1789.[zdroj?] Skutečnost, že obec vyhořela ještě v polovině 19. století, svědčí o tom, že se nařízení nedodržovala důsledně. Příčina je asi v tom, že k opracování dřeva měli lidé bližší vztah než ke kameni.

## Pamětihodnosti
Za nejstarší pamětihodnost je považován římskokatolický kostel sv. Jana Křtitele. Původně byl pozdně románský, z tohoto období se zachovala věž. Koncem 14. století byl přestavěn na gotický a v 17. až 19. století upravován na barokní až klasicistní.
Druhý kostel, evangelický, je klasicistní z roku 1837 s pozdně barokním oltářem z druhé poloviny 18. století.
Na Hranovnickém plese si biskup Szmreczányi postavil vilu, kterou si v roce 1907 od biskupa Párvyho pronajal bulharský car Ferdinand I. V současnosti se zde nachází škola v přírodě. V lokalitě Smrečiny obýval car Ferdinand I. druhý zámeček, který začátkem září 1944 vyhořel a již nebyl obnoven.
Ve vesnici se nachází kaple z roku 1798 a na hranici mezi Spišským Štiavnikem a Hranovnicí kaple z roku 1731.
Zakladatel Hranovnice, Gildebrandus, si postavil kurii – panský dřevěný dvůr s velkými hospodářskými budovami v místech, kde dnes sídlí lesní správa.
Z roku 1294 je první zmínka o pivovaru. Po posledním požáru byl přestavěn na obytný dům.
V roce 1858 byla v Hamru postavena pila, která byla v roce 1875 přeložena pod Dubinu. Během světové války byla zničena a její činnost již nebyla plně obnovena. Nyní je v soukromém vlastnictví.
První zmínka o mlýně pochází z roku 1294 v listině opata Jana. Od roku 1927 byl elektrifikován a byla k němu přidružena pila. V roce 1940 byl zničen. V roce 1980 byly odstraněny poslední ruiny.
Kostel se nachází ve středu obce, je její dominantou a v noci je osvětlený. V roce 2001 byl kompletně obnoven interiér, kostel byl vymalován, byly vyměněny lavice a exteriér byl nasvícen.